# K edinstvennomu, nežnomu...
K edinstvennomu, nežnomu... (in russo К единственному, нежному...?) è l'ottavo album in studio della cantante russo-statunitense Ljubov' Uspenskaja, pubblicato il 4 aprile 2007 dalla Sojuz.

## Tracce

### Edizione standard
1. Ne ver' čužim slovam – 3:31 (testo: Leonid Derbenёv, Tat'jana Lebedinskaja – musica: Vjačeslav Dobrynin)
2. Belye oblaka – 4:10 (Nadežda Novosadovič)
3. Meždu nami – 3:28 (testo: Regina Lisic – musica: Igor' Azarov)
4. Gitara – 3:45 (testo: Regina Lisic – musica: Igor' Azarov)
5. K edinstvennomu, nežnomu... – 4:21 (testo: Regina Lisic – musica: Igor' Azarov)
6. Zabyvaju – 3:40 (Valerij Rimskij)
7. Tonkij lёd – 4:01 (testo: Regina Lisic – musica: Igor' Azarov)
8. Prosto kafe – 4:00 (testo: Michail Tanič – musica: Sergej Koržukov)
9. Sigretka – 3:26 (testo: Ol'ga Klimenkova – musica: Igor' Azarov)
10. Ty vernёš'sja domoj – 3:16 (testo: Regina Lisic – musica: Igor' Azarov)
11. Dve sud'by – 3:43 (testo: Regina Lisic – musica: Igor' Azarov)
12. Bednoe serdce – 4:11 (testo: Regina Lisic – musica: Igor' Azarov)
13. Oblaka (con Aleksandr Rozenbaum) – 4:58 (Aleksandr Rozenbaum)

Durata totale: 50:30

### Edizione deluxe
1. Ne ver' čužim slovam – 3:31 (testo: Leonid Derbenёv, Tat'jana Lebedinskaja – musica: Vjačeslav Dobrynin)
2. Belye oblaka – 4:10 (Nadežda Novosadovič)
3. Meždu nami – 3:28 (testo: Regina Lisic – musica: Igor' Azarov)
4. Gitara – 3:45 (testo: Regina Lisic – musica: Igor' Azarov)
5. K edinstvennomu, nežnomu... – 4:21 (testo: Regina Lisic – musica: Igor' Azarov)
6. Zabyvaju – 3:40 (Valerij Rimskij)
7. Tonkij lёd – 4:01 (testo: Regina Lisic – musica: Igor' Azarov)
8. Prosto kafe – 4:00 (testo: Michail Tanič – musica: Sergej Koržukov)
9. Sigaretka – 3:26 (testo: Ol'ga Klimenkova – musica: Igor' Azarov)
10. Ty vernёš'sja domoj – 3:16 (testo: Regina Lisic – musica: Igor' Azarov)
11. Monte-Karlo – 3:44 (testo: Il'ja Reznik – musica: Gary Gold)
12. Dve sud'by – 3:43 (testo: Regina Lisic – musica: Igor' Azarov)
13. Bednoe serdce – 4:11 (testo: Regina Lisic – musica: Igor' Azarov)
14. Oblaka (con Aleksandr Rozenbaum) – 4:58 (Aleksandr Rozenbaum)
15. Marusja zavjazala (con Aleksandr Rozenbaum) – 4:55 (Aleksandr Rozenbaum)

Durata totale: 59:09

## Formazione
- Ljubov' Uspenskaja – voce
- Michail Ivanov – chitarra
- Sergej Šonglёrov – chitarra
- Nastja Solnceva – cori
- Igor' Azarov – cori
- Ruslan Švydčenko – cori